# O Cisco e a Trave

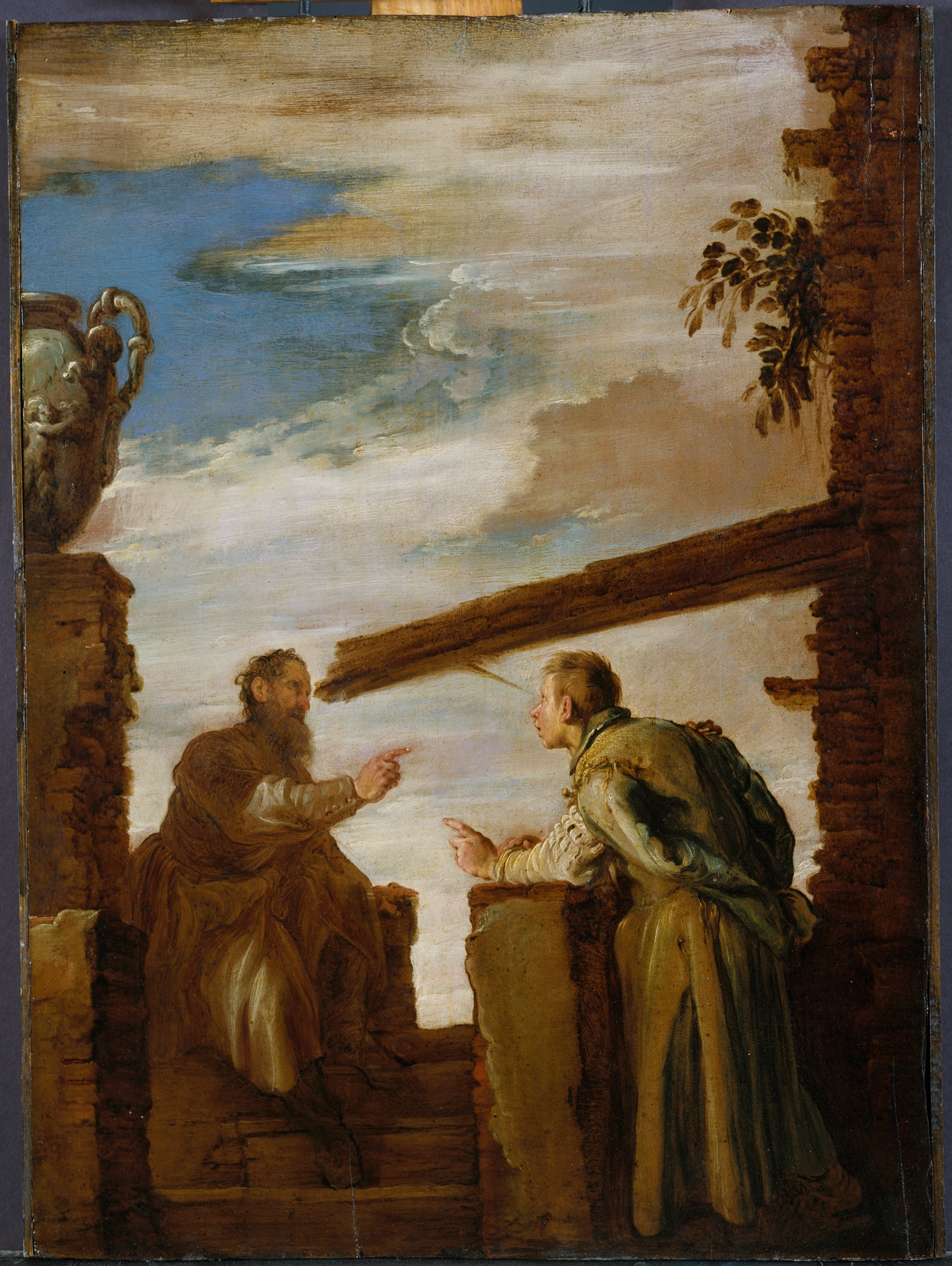
O Cisco e a Trave
1619. Por Domenico Fetti, atualmente no Metropolitan Museum of Art, em Nova Iorque.

O Cisco e a Trave (também chamado de Discurso sobre julgamentos) é uma passagem do Novo Testamento em Mateus 7:1–5, parte do Sermão da Montanha. O discurso é breve e começa condenando os que julgam os outros, argumentando que eles também serão julgados. O Sermão da Planície tem uma passagem similar (em Lucas 6:37–42).

## Narrativa
O texto do Evangelho de Mateus é o seguinte:
| “ | «Não julgueis, para que não sejais julgados; porque com o juízo com que julgais, sereis julgados; e a medida de que usais, dessa usarão convosco. Por que vês o argueiro no olho de teu irmão, porém não reparas na trave que tens no teu? Ou como poderás dizer a teu irmão: Deixa-me tirar o argueiro do teu olho, quando tens a trave no teu? Hipócrita, tira primeiro a trave do teu olho, e então verás claramente para tirar o argueiro do olho do teu irmão.» (Mateus 7:1–5) | ” |

Os primeiros dois versos estão no plural, com o interlocutor indefinido, enquanto que os três seguintes se utilizam do singular, com Jesus claramente falando para alguém.
No trecho em Lucas, Jesus profere outra de suas frases famosas, ao falar do cego liderando o cego:
| “ | «Não julgueis, e não sereis julgados; não condeneis, e não sereis condenados; perdoai, e sereis perdoados; dai, e dar-se-vos-á; boa medida, recalcada, sacudida, trasbordando, vos porão no regaço; porque a medida de que usais, dessa tornarão a usar convosco. Propôs-lhes também uma parábola: Porventura pode um cego guiar outro cego? Não cairão ambos no barranco? O discípulo não é mais que seu mestre; mas todo o discípulo quando for bem instruído, será como seu mestre. Por que vês o argueiro no olho de teu irmão, porém não reparas na trave que está no teu? Como poderás dizer a teu irmão: Deixa, irmão, que eu tire o argueiro do teu olho, não vendo tu mesmo a trave que está no teu? Hipócrita, tira primeiro a trave do teu olho, e então verás claramente para tirar o argueiro que está no olho de teu irmão.» (Lucas 6:41–42) | ” |

## Interpretação

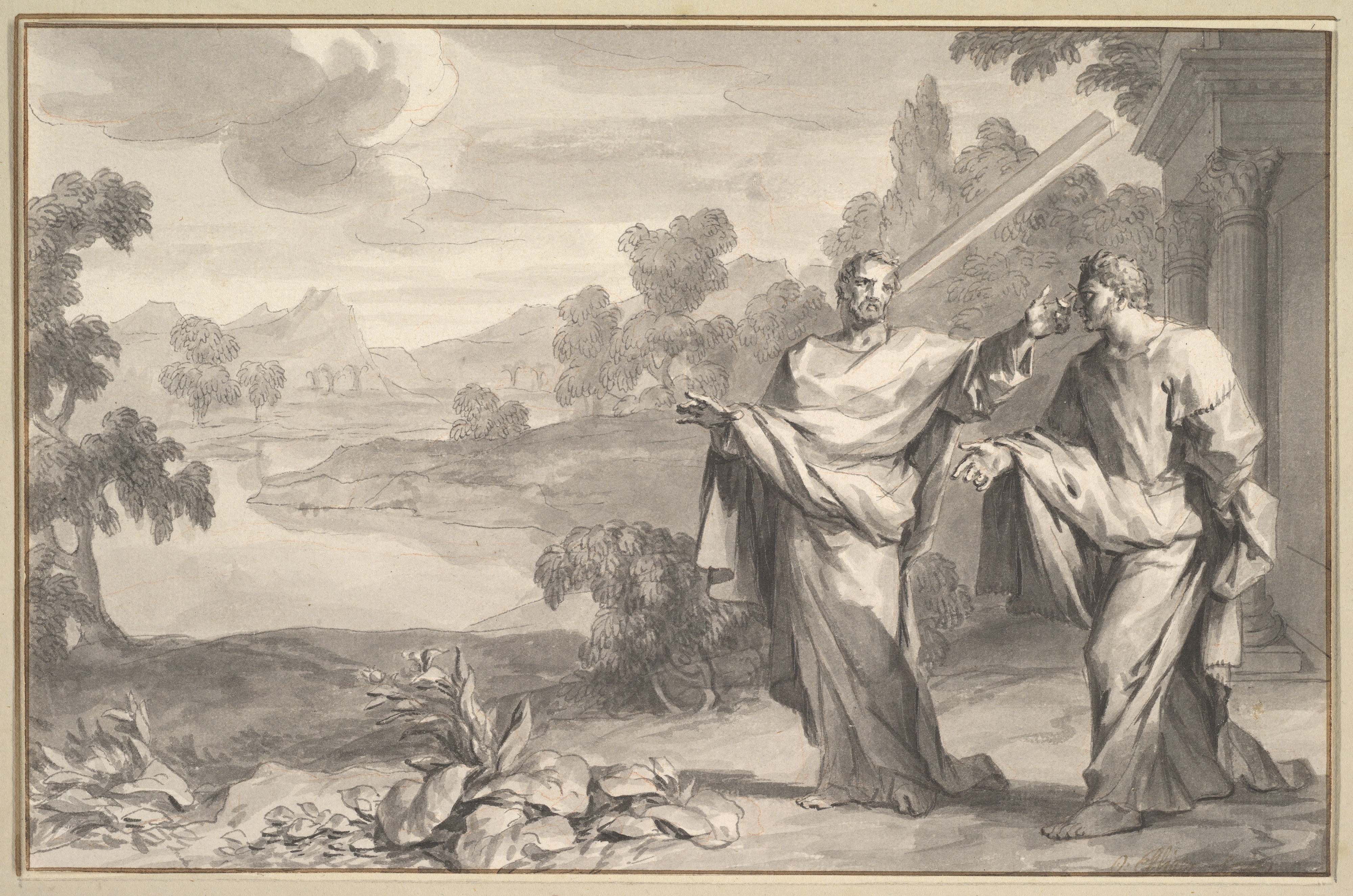
A Parábola do Cisco e da Trave, gravura de Ottmar Elliger.

A lição de moral implícita é evitar hipocrisia e a censura. A analogia utilizada é a de quem julga vê um pequeno objeto nos olhos de outrem quando tem uma grande trave de madeira no próprio olho. A palavra grega original se traduz como "argueiro" (ou "cisco" - em grego:  κάρφος - karphos), significando "qualquer objeto seco pequeno". Um provérbio similar era familiar aos judeus e aparece em numerosas outras culturas também. Por exemplo, o poeta Robert Burns notoriamente escreveu:
| “ | Oh, wad some Power the giftie gie us, to see ourselves as others see us! Oh, Se Deus nos desse a menor das graças, a de podermos nos enxergar como fazem os outros! | ” |